# Église Saint-Brice de Villotte-devant-Louppy
L'église Saint-Brice de Villotte-devant-Louppy est un édifice religieux situé sur la commune de Villotte-devant-Louppy, en France.

## Généralités
L'église est située sur le territoire de la commune de Villotte-devant-Louppy, dans le département de la Meuse, en région Grand Est, en France. L'église fait partie de la paroisse Saint-Jacques-de-l'Aire du diocèse de Verdun.

## Historique
L'église est érigée en plusieurs campagnes de construction aux XIIe siècle et XVe siècle. Elle dépendait d'un prieuré au XIIIe siècle.
En 1847, un clocher est ajouté à l'église ; celui-ci ainsi que la toiture sont endommagés lors de la Première Guerre mondiale. Ce n'est que vers la fin de ce conflit, le 17 avril 1918, que l'église est classée au titre des Monuments historiques de manière partielle (chœur, transept et abside).

## Description
Le chœur et le transept sont de style flamboyant, et les murs son percés de fenêtres ogivales. Le mur du transept Nord est fait de torchis et de poutres en chêne.

## Mobilier
Du mobilier est également protégé à titre objet des monuments historiques : des voilages,, conopée ainsi qu'une statue de Saint Jean-Baptiste.